# Receptor metabotrópico de glutamato 7
O receptor metabotrópico de glutamato 7 é uma proteína que em seres humanos é codificada pelo gene GRM7.  Os receptores metabotrópicos de glutamato são uma família de receptores acoplados à proteína G.

## Interações
O receptor metabotrópico de glutamato 7 mostrou interação com a proteína quinase C 1 (PICK1 [en]).